# Guillaume de Tanoüarn
Guillaume de Tanoüarn, né le 2 novembre 1962, est un prêtre catholique français. Il est ordonné en 1989 par Bernard Tissier de Mallerais au séminaire d'Écône de la Fraternité sacerdotale Saint-Pie-X (FSSPX).
En 2003, Guillaume de Tanoüarn est condamné en tant que directeur de la publication de Pacte pour diffamation, injures à caractère raciste et incitation à la haine raciale.
Exclu en 2004 de la FSSPX en raison de son soutien à Philippe Laguérie, il rejoint la pleine communion avec Rome en 2006 et cofonde l'Institut du Bon-Pasteur, avec le soutien du pape Benoît XVI. Figure du catholicisme traditionaliste, il est directeur du Centre Saint-Paul, rédacteur en chef d'Objections et de Monde & Vie et patron d'émission sur Radio Courtoisie. Il est également l'un des chroniqueurs réguliers du Club des Hommes en noir sur le site de L'Homme nouveau.

## Biographie

### Fraternité sacerdotale Saint-Pie-X
Ordonné prêtre par Bernard Tissier de Mallerais le 24 septembre 1989, au séminaire d'Écône de la Fraternité sacerdotale Saint-Pie-X, il est d'abord enseignant à l'institut Saint-Pie-X, à Paris. Il enseigne au Gabon, puis, de retour en France, fonde et dirige les revues Pacte et Certitudes. La revue Certitudes « pour une catholicité baroque », interroge des adversaires comme Émile Poulat ou Alain de Benoist, et publie un dossier sur l’intégrisme, interviewant un grand-rabbin, un religieux musulman et un dignitaire franc-maçon. Selon René Monzat, Certitudes se montre plus prudente que d'autres publications intégristes sur le problème du gnosticisme.
De 1991 à 1995, il est curé de la chapelle Sainte-Thérèse à Compiègne. Il devient ensuite, pendant plusieurs années, vicaire à l'église Saint-Nicolas-du-Chardonnet, principal lieu de culte de la Fraternité Saint-Pie-X à Paris.
Guillaume de Tanoüarn se dit maurrassien : « L'Action française n'est pas un parti. [...] Être d'Action française, c'est être français de toute sa conscience, c'est réaliser de toutes les consciences un héritage mental, moral et spirituel que nous n'avons pas choisi. »

### Rupture avec la FSSPX
En 2004, il exprime publiquement sa désapprobation quant à l'exclusion de Philippe Laguérie de la Fraternité Saint-Pie-X. Cette position lui vaut d'en être exclu à son tour. Il continue de diriger les revues Pacte et Certitudes, en exerçant son ministère à la chapelle Notre-Dame de Grâces, à Tournan-en-Brie. Il ouvre la même année, avec son ancien supérieur de district Paul Aulagnier, le Centre Saint-Paul dans le IIe arrondissement de Paris, qui propose chaque jour la messe tridentine, ainsi que des conférences hebdomadaires.
En décembre 2005, il lance la revue Objections, fusion de ses deux publications précédentes. Sa ligne est résumée dans sa « supplique à Benoît XVI ».

### Institut du Bon-Pasteur
En septembre 2006, Tanoüarn cofonde l'Institut du Bon-Pasteur (IBP) dont le supérieur est Philippe Laguérie,,.
Le 31 août 2007, il soutient avec succès une thèse de doctorat en philosophie, à l'université Jean-Moulin-Lyon-III, portant sur « les Prodiges de l'Analogie », une synthèse de la pensée du cardinal Cajétan. Son directeur de thèse est le philosophe Bruno Pinchard. Elle est publiée en 2009 aux éditions du Cerf sous le titre : Cajétan - Le personnalisme intégral.
Il fait partie des membres de la rédaction du média en ligne Nouvelles de France, et est rédacteur en chef du bimensuel catholique Monde & Vie.
Guillaume de Tanoüarn est professeur de théologie au séminaire Saint-Vincent-de-Paul à Courtalain.
De 2013 à 2016, puis, de nouveau, à partir de septembre 2018, il est chroniqueur dans l'émission Le Club des hommes en noir, animée par Philippe Maxence sur Radio Courtoisie, puis sur le site de L'Homme nouveau. Il participe à des débats sur le dialogue interreligieux, notamment avec Tareq Oubrou, Imam de Bordeaux. Depuis 2016, il anime également le Libre journal de Chrétienté, sur Radio Courtoisie. Il a, par ailleurs, écrit dans Minute sous le nom de plume « Joël Prieur ».
D'octobre 2015 à août 2016, il participe à l'occupation de l'église Sainte-Rita de Paris, destinée à la démolition. Présenté par Jean-Yves Camus comme un « esprit indépendant et original », il apporte son aide aux jeunes qui protestent contre la destruction de l'édifice, et intervient dans les médias pour soutenir cette cause. À la demande de la communauté locale, il célèbre deux messes chaque dimanche. Le 3 août 2016, à la demande du nouveau propriétaire, les forces de police reprennent possession de l'église.

## Condamnation judiciaire
À la suite de l'envoi au procureur de la République d'un exemplaire de la revue Pacte par Sylvain Garel, maire-adjoint de Paris, il est condamné en 2003, en tant que directeur de la publication, à 3 000 euros d’amende par le tribunal de grande instance de Paris pour diffamation, injures à caractère raciste et incitation à la haine raciale. Il doit par ailleurs verser un euro symbolique à la Ligue des Droits de l’Homme qui s'était constituée partie civile. Le jugement vise un article de Claude Rousseau, dont Guillaume de Tanoüarn regrette la publication, affirmant que les Maghrébins sont des « benladenistes en herbe ». Selon l'auteur de l'article, les « Arabes envahissent Lutèce, Lugdunum ou Phocée, c'est la France qu'ils menacent d'étrangler ». Quant aux Juifs, ils sont des « financiers transnationaux », il existe une « solidarité foncière entre ces deux mondes », une « collusion d'intérêts » pour affaiblir la France,.

## Ouvrages
- Paul Aulagnier et Guillaume de Tanoüarn (préf. Philippe Laguérie), La Tradition sans peur : Entretiens avec l'abbé Guillaume de Tanoüarn sur la crise de l'Église, Servir, 2000, 347 p., 22 cm (BNF 37215918) — en appendice, choix de documents.
- Christophe Héry (dir.), Serge-Thomas Bonino, Michel Lelong et Guillaume de Tanoüarn, « Nous formons un seul corps » : Le Dialogue interreligieux et l'unité catholique : actes du colloque de Paris du 16 mars 1999, Éditions François-Xavier de Guibert, coll. « Débats dans l'Église », 2000, 110 p., 21 cm (ISBN 978-2-86839-636-5, BNF 37717285, présentation en ligne).
- Guillaume de Tanoüarn (préf. Régis de Cacqueray), Vatican II et l'Évangile, Servir, coll. « Objections », 2003, 332 p., 19 cm (BNF 39017243, lire en ligne).
- Méditations sur le Credo, Versailles, Via Romana, 2024, 196 p., 20,5 cm  (ISBN 978-2-37271-241-5).
- L'Évidence chrétienne, Servir, 2005, 240 p., 20 cm (ISBN 978-2-914459-07-5, présentation en ligne).
- Jonas, figure de l'aventure chrétienne, Conférences de Carême 2008 au Centre Saint Paul, février-mars 2008 (lire en ligne).
- Jonas ou le désir absent, Versailles, Via Romana, 2009, 111 p., 21 cm (ISBN 978-2-916727-44-8, BNF 41457202, présentation en ligne).
- Guillaume de Tanoüarn (préf. Bruno Pinchard), Cajétan : Le Personnalisme intégral, Paris, Éditions du Cerf, coll. « La Nuit surveillée », 2009, 707 p., 22 cm (ISBN 978-2-204-08729-2, BNF 42034671, présentation en ligne).
- Guillaume de Tanoüarn et Michel Viot, La Révolution chrétienne : La Nouvelle Évangélisation, pour quoi faire ? : entretiens avec l'abbé Guillaume de Tanoüarn, Paris, Éditions de L'Homme nouveau, 2012, 246 p., 22 cm (ISBN 978-2-915988-58-1, BNF 42789360, présentation en ligne).
- Parier avec Pascal, Paris, Éditions du Cerf, coll. « Théologies », 2012, 314 p., 22 cm (ISBN 978-2-204-09858-8, BNF 42797475, présentation en ligne) — en appendice, contient aussi : « Éric Rohmer à l'heure du pari ».
- Guillaume de Tanoüarn et Michel d'Urance, Dieu ou l'éthique ? : Dialogue sur l'essentiel, Paris, L'Harmattan, coll. « Théôria », 2013, 269 p., 22 cm (ISBN 978-2-296-99774-5, BNF 43539521, présentation en ligne).
- Une histoire du mal, Versailles, Via Romana, 2013, 274 p., 21 cm (ISBN 978-2-916727-99-8, BNF 43770521, présentation en ligne).
- Bronzer jusqu’à l’âme, Éditions Centre Saint Paul, 2014, 306 p. (présentation en ligne).
- Délivrés : méditations sur la liberté chrétienne, Éditions du Cerf, 2016, 288 p. (ISBN 978-2-204-11067-9)
- Avec François Huguenin et Serge Sarkissian (préf. Raymond Kévorkian), Martin Luther, le défi de la transgression, éd. Onésime 2000, 2017
- Le Prix de la fraternité, Editions Tallandier, 2018, 336 p. (ISBN 9791021035195, présentation en ligne)[19]
- Méditations sur la messe, Versailles, Via Romana, 2021, 328 p. (ISBN 978-2-37271-176-0).
- Marcel Lefebvre et Guillaume de Tanoüarn (textes choisis et présentés par, éd. par), Sermons historiques, Servir, coll. « Les Classiques retrouvés », 2001, 201 p., 20 cm (ISBN 978-2-914459-02-0, BNF 37220815).
- Guillaume de Tanoüarn (préf. Bruno Pinchard), Cajétan : Le Personnalisme intégral, Éditions du Cerf, coll. « La Nuit surveillée », 2009, 707 p., 22 cm (ISBN 978-2-204-08729-2, BNF 42034671, présentation en ligne).
- Guillaume de Tanoüarn (éd. par), L'Expérience de la tradition : Saint-Nicolas du Chardonnet, Servir, 2002, 191 p., 30 cm (BNF 38898263).

En tant que préfacier
- Martin Buber, théoricien de la réciprocité, Alain de Benoist (auteur), Guillaume de Tanoüarn (préfacier) [20]

- Ballade avec Saint Matthieu, Laurence Maugest (auteure), Guillaume de Tanoüarn (préfacier)
- La damnation, mode d'emploi, Jean-Pierre Fontaine (auteur), Guillaume de Tanoüarn (préfacier)[21]
- Catholiques et identitaires. De la Manif pour tous à la reconquête, Julien Langella (auteur), Guillaume de Tanoüarn (préfacier)[22]